# 垣田達哉
垣田 達哉（かきた たつや、1953年 - ）は食品表示アドバイザー。岐阜県生まれ。消費者問題研究所代表。
慶應義塾大学商学部卒業後、テック電子（現東芝テック）など流通関連会社にて、添加物表示、衣料品表示、バーコードシステム商品などの企画、開発を担当。
その後独立し、消費者問題研究所代表を務める。
また、2005年の岐阜県知事選に出馬したが得票数最下位で落選した。

## 主な著書
- 『テレビじゃ絶対放送できない「食」の裏話』
- 『デタラメ食品表示 このラベルが危ない!』
- 『食品表示 どちらが安全』
- 『総額表示で得する買い物術』
- 『わかる食品表示 基礎とQ&A』
- 『新・買ってはいけない』
- 『ここが変わった「新食品表示」ハンドブック』
- 『お金と時間を節約する買い物術』
- 『大ウソだらけの食品表示』